# Infàmia
La Infàmia, a l'antiga Roma, era un concepte jurídic que definia la "Degradació de l'honor civil", que consisteix en la pèrdua de reputació o descrèdit en la qual queia el ciutadà romà una vegada efectuat el Cens per part del magistrat competent (censor). D'aquesta forma, era marcat amb nota d'Infàmia.
Part important de l'estatus d'un ciutadà romà, era el seu Existimatio, o timbre d'orgull que ostentava davant de la societat; i era aquesta estima, en la que la societat romana el tenia, la que es veia afectada amb el fet de ser considerat «infame». Si bé la infàmia no comporta un impediment explícit conforme a dret, a la pràctica limita tàcitament el ciutadà en molts àmbits de la vida jurídica i social; no podent per exemple, votar en els Comicis ni tampoc accedir als càrrecs d'elecció popular; o exercir tuteles o curateles.
Es distingien dos tipus d'infàmia en el Dret Romà:
- Infamia Iuris: Era aquella que tenia lloc a conseqüència de ser processat en judici per haver obrat dolosamente o haver maquinat enganys de manera fraudulenta contra un altre.

- Infamia Facti: Aquella infàmia que s'aconsegueix pel simple fet d'haver realitzat un acte contrari a la moral, l'ordre públic i els bons costums, per exemple, el cas de la dona adúltera.